# Antonín Podlaha

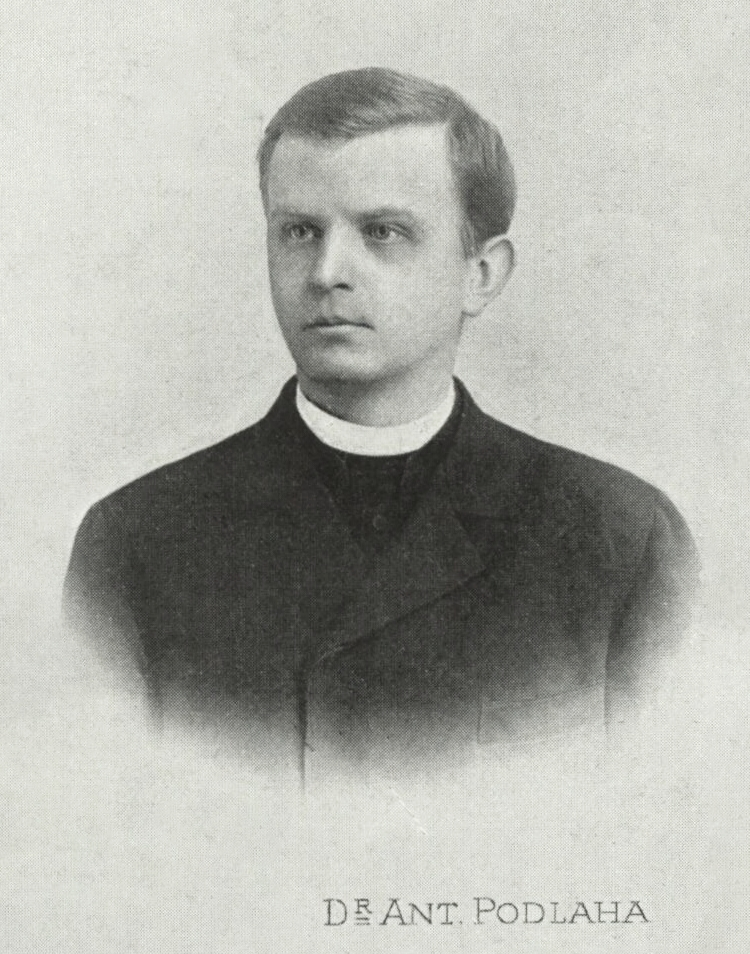
Antonin Podlaha 1899

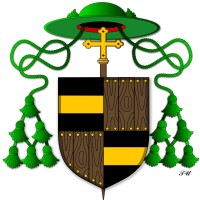
Wappen des Weihbischofs der Erzdiözese von Prag – Antonin Podlaha.

Antonin Podlaha  (* 22. Januar 1865 in Prag, Königreich Böhmen; † 14. Februar 1932 in Prag, Tschechoslowakei) war ein böhmisch-tschechischer römisch-katholischer Priester, Kirchen- und Kunsthistoriker, außerordentlicher Professor der Karls-Universität zu Prag sowie Generalvikar und Weihbischof der Erzdiözese Prag.

## Leben
Podlaha entstammte einer Familie des Prager Mittelstandes, wo er als mittleres Kind mit zwei weiteren Geschwistern aufwuchs. Sein Vater war Antonin Podlaha, (geboren 1826 in Křečovice) und seine Mutter Aloisie Podlaha (geb. 1836).
Nach der Matura am Akademischen Gymnasium in Prag 1883 studierte er an der Karls-Universität zunächst zwei Jahre Rechtswissenschaften und wechselte anschließend zur Katholischen Theologie.
Nach der Priesterweihe 1888 übernahm er eine zweijährige Kaplanstelle in Rokycany (deutsch Rokitzan, Rokytzan, älter auch Rockizan), wechselte für ein halbes Jahr nach Kojetín, kehrte danach zurück nach Prag und wurde Kaplan in St. Castulus, einer Kirche in der nordöstlichen Prager Altstadt. 1891 wurde er an die Theologische Fakultät der Karls-Universität berufen, lehrte und forschte die nächsten vier Jahre und wurde am 8. November 1894 zum Doktor der Theologie promoviert. Ab 1895 unterrichtete Podlaha Religion am Neustädter Gymnasium, wurde danach Kaplan und Seelsorger an der Straka-Akademie, einem Internatsgymnasium für verarmte Adlige. Ab 1899 unterrichtete er am Realschul-Gymnasium auf der Prager Kleinseite.
1901 wurde er außerordentlicher Professor für Geschichte der christlichen Kunst an der theologischen Fakultät der Karls-Universität Prag. 1903 wurde er zum Kanoniker des Metropolitankapitels Prag und 1930 zu dessen Dekan gewählt. In den Folgejahren referierte der nun promovierte Theologe im Seminar des Erzbischofs, betrieb Bibelstudien und publizierte in beachtlichen Auflagen, so u. a. „Katholische Liturgie“ und „Großer Katechismus“.
Von 1919 bis 1930 war Podlaha Generalvikar der Erzdiözese Prag, davon ab 1920 Weihbischof von Prag und danach Titularbischof von Pafos. Die Gedenkinschrift seines Grabmals im Dom von St. Veit vermerkt: „Er starb‚ im Ruf der Heiligkeit“.

## Ehrungen
- 1904 korrespondierendes, 1915 außerordentliches Mitglied der Tschechischen Akademie der Wissenschaften und Künste
- 1904 Ehrenzeichen Pro Ecclesia et Pontifice
- 1906 außerordentliches Mitglied der Königlich Böhmischen Gesellschaft der Wissenschaften